# 京畿道災難安全本部
京畿道消防災難本部（キョンギどうしょうぼうさいなんほんぶ）は、大韓民国京畿道に置かれた消防本部である。管轄区域は京畿道北部消防災難本部とで漢江を境に南北に分けており、当消防本部は基本的に京畿道の漢江以南地域を管轄とするが、北部消防災難本部で分掌しない事項（例えば消防航空隊）については、以北地域も管轄している。住所は京畿道水原市勧善区東水原路329（勧善洞1237番地）。

## 役割
京畿道行政機構及び定員条例第27条により以下のように定められている。
1. 災難の予防・備え・対応・復旧等の消防安全管理の総括及び指導・監督に関する事項
2. 生活安全政策及び教育災難現場の資源動員に関する事項
3. 救助救急及び各種危険活動除去に関する事項
4. 災難状況の総合管理及び応急対応体制の構築・運営に関する事項
5. 消防公務員に対する保健及び福祉、安全管理に関する事項
6. 消防施設等の設置・維持、消防対象物の火災予防及び安全管理に関する事項
7. 危険物の貯蔵・取扱及び運搬とこれによる安全管理に関する事項

## 沿革
- 1992年4月1日 - 消防本部を設置。
- 1997年6月2日 - 京畿道消防学校、消防航空隊設置。
- 1998年9月14日 - 消防災難本部に改称。
- 2006年9月1日 - 第2消防災難本部（のちに北部消防災難本部に改称）を分置。
- 2014年9月24日 - 災難安全本部に改称[2]。
- 2018年10月1日 - 消防災難本部に改称[3]。

## 本部組織
- 消防災難本部長（消防正監）
  - 消防行政課（課長は地方消防准監）
  - 災難予防課（課長は地方消防准監）
  - 対応救助救急課（課長は地方消防准監）
  - 災難総合指揮センター（センター長は地方消防准監）
  - 119生活安全担当官（地方消防正）
  - 聴聞監査担当官（地方消防正）
  - 会計装備担当官（地方消防正）
  - 特殊対応団（団長は地方消防正）
    - 消防航空隊：京畿道消防学校と同じ場所に置かれている。

## 京畿道消防学校
消防公務員と消防関係従事者の教育訓練を行う。住所は京畿道龍仁市処仁区南四邑セマルアンギル10-20（鳳鳴里642-2）。

### 組織
- 学校長（消防准監）
  - 教育支援課（課長は地方消防正または地方消防領。以下同じ）
  - 教育企画課
  - 教授運営課

## 消防署
署長は地方消防正（ただし水原と龍仁は地方消防准監）。119安全センター、119救助隊、水難救助隊、119地域隊を所管する。

### 下部組織
（2課1団の消防署）
- 消防行政課（課長は地方消防領。以下同じ）
- 災難予防課
- 現場対応団（団長は地方消防領。以下同じ）

（3課1団の消防署）
- 消防行政課
- 災難予防課
- 火災調査分析課
- 現場対応団

（3課2団の消防署）
- 消防行政課
- 災難予防課
- 火災調査分析課
- 北部現場対応団
- 南部現場対応団

### 消防署一覧
各消防署及び所属119安全センターの名称、所属救助隊・消防艇隊の有無は以下の通り。基本的な管轄区域である漢江以南地域のみ掲載。
| 消防署     | 119安全センター                                                  | 119救助隊 | 水難救助隊 |
| ---------- | ---------------------------------------------------------------- | --------- | ---------- |
| 水原消防署 | 亭子、梅山、西屯、芭長、古索、南部、遠川、池満、二儀、霊通       | ○（2隊）  | ×          |
| 城南消防署 | 寿進、新興、上大院、丹垈、慰礼、太平                             | ○         | ×          |
| 盆唐消防署 | 書峴、板橋、薮内、野塔、九美                                     | ○         | ×          |
| 富川消防署 | 中央、梧亭、中洞、槐安、遠宗、如月、上洞、西部、範朴、新上       | ○         | ×          |
| 安養消防署 | 富林、安養、飛山、石水、博達、貴仁                               | ○         | ×          |
| 安山消防署 | 古棧、元時、仙府、城谷、新吉、月陂、君子、四洞、大阜、半月       | ○         | ×          |
| 龍仁消防署 | 駅北、蒲谷、慕賢、南四、旧葛、水枝、陽智、二東、宝亭、白岩、東栢 | ○         | ×          |
| 平沢消防署 | 碑前、安仲、彭城、浦升                                           | ○         | ×          |
| 松炭消防署 | 新場、茅谷、振威、西炭、古徳、青北                               | ○         | ×          |
| 光明消防署 | 所下、光明、下安、光南                                           | ○         | ×          |
| 始興消防署 | 始興、銀杏、正往、蓮城                                           | ○         | ×          |
| 軍浦消防署 | 五禁、山本                                                       | ○         | ×          |
| 華城消防署 | 郷南、台安、盤松、睦洞、峰潭、南陽、正南、長安                   | ○         | ×          |
| 利川消防署 | 官庫、長湖院、大月                                               | ○         | ×          |
| 金浦消防署 | 中央、通津、陽村、麻山、大串、高村、霞城                         | ○         | ○          |
| 広州消防署 | 草月、京安、五浦、陵坪、昆池岩                                   | ○         | ×          |
| 安城消防署 | 道基、薇陽、竹山、孔道、元谷                                     | ○         | ×          |
| 河南消防署 | 新長、甘北、徳豊                                                 | ○         | ×          |
| 義王消防署 | 古川、富谷、白雲                                                 | ○         | ×          |
| 烏山消防署 | 青鶴、園洞                                                       | ○         | ×          |
| 驪州消防署 | 月松、加南、北内                                                 | ○         | ×          |
| 楊平消防署 | 公興、江上、龍門                                                 | ○         | ○          |
| 果川消防署 | 中央、果川                                                       | ○         | ×          |